# Dibang
El Dibang, Sikang o Talo és un riu d'Assam (Índia).
Neix a les muntanyes de l'Himàlaia, prop de la frontera amb la Xina, i després de creuar les muntanyes on viuen els mishmis desaigua al Brahmaputra prop de Sadiya.